# Temporada 2023 del Súper Campeonato de España de Rally
La temporada 2023 es la 5.ª edición del Súper Campeonato de España de Rally. Comenzó el 18 de marzo en el Rally Sierra Morena y terminará con el Rallyshow de Madrid.

## Calendario
El calendario cuenta con diez pruebas, de las que nueve son puntuables ya que el Rallyshow de Madrid por tercer año consecutivo no sumará puntos para el campeonato. El Sierra Morena abre la temporada al pasar Lorca de marzo a abril; Villa de Adeje e Islas de los Volcanes salen y en su lugar entran el Islas Canarias y el rally Cataluña que se estrena en el certamen además como prueba de tierra. En total seis pruebas sobre asfalto y tres sobre tierra. El Rallyshow de Madrid, que cerrará de nuevo la temporada, será enteramente sobre asfalto. Las pruebas Sierra Morena, Princesa y La Nucía tienen carácter internacional. En el mes de abril y semanas antes de su celebración la organización del rally Pozoblanco tuvo que aplazar la prueba para noviembre debido a la sequía y la activación del plan de incendios de Andalucía.
| N.º | Fecha               | Prueba                                                    | Superficie     | Series         |
| --- | ------------------- | --------------------------------------------------------- | -------------- | -------------- |
| 1   | 18-19 de marzo      | 40.º Rallye Sierra Morena                                 | Asfalto        | TER            |
| 2   | 15-16 de abril      | 12.º Rally Tierras Altas de Lorca                         | Tierra         | Copa de Tierra |
| 3   | 6-7 de mayo         | 47.º Rally Islas Canarias                                 | Asfalto        | ERC            |
| 4   | 17-18 de junio      | 56.º Rally de Ourense Recalvi                             | Asfalto        |                |
| 5   | 9-10 de septiembre  | 60.º Rallye Blendio Princesa de Asturias Ciudad de Oviedo | Asfalto/tierra | Copa de Tierra |
| 6   | 23-24 de septiembre | 46.º Rallye Villa de Llanes                               | Asfalto        |                |
| 7   | 21-22 de octubre    | 58.º RallyRACC Catalunya - Costa Daurada                  | Tierra         |                |
| 8   | 4-5 de noviembre    | 29.º Rallye La Nucía-Mediterráneo                         | Asfalto        |                |
| 9   | 17-18 de noviembre  | 10.º Rally Ciudad de Pozoblanco                           | Tierra         | Copa de Tierra |
| 10  | Por definir         | 14.º Rallyshow de Madrid                                  | Asfalto        |                |

### Copas y trofeos
- Sierra Morena, Princesa de Asturias y La Nucía son puntuables para la Clio Trophy Spain y la Copa Dacia Sandero.
- Lorca y Pozoblanco son puntuables para la Copa Kobe Motor.
- Pozoblanco, Princesa de Asturias y La Nucía son puntuables para la Toyota Gazoo Racing Iberian Cup.

## Puntuación
Puntúan los veinte primeros de la general de cada rally. Se otorgan tres puntos extra al ganador del Tramo Cronometrado Plus, dos al segundo y uno al tercero.
| Posición | 1  | 2  | 3  | 4  | 5  | 6  | 7  | 8  | 9  | 10 | 11 | 12 | 13 | 14 | 15 | 16 | 17 | 18 | 19 | 20 |
| -------- | -- | -- | -- | -- | -- | -- | -- | -- | -- | -- | -- | -- | -- | -- | -- | -- | -- | -- | -- | -- |
| Puntos   | 35 | 30 | 27 | 25 | 23 | 21 | 19 | 17 | 15 | 13 | 11 | 9  | 8  | 7  | 6  | 5  | 4  | 3  | 2  | 1  |
| TC Plus  | 3  | 2  | 1  |    |    |    |    |    |    |    |    |    |    |    |    |    |    |    |    |    |

## Equipos
Pepe López defendía el título de nuevo con el Hyundai i20 N Rally2 preparado por Teo Martín Motorsport, pero tras disputar el Sierra Morena anunció su retirada del campeonato. En su lugar entró Jan Solans que disputó la primera cita con un Škoda preparado  por Raceseven. También con un Hyundai participan Iván Ares y Surhayen Pernía mientras que José Antonio Suárez pilotará un Škoda Fabia RS Rally2 con el apoyo de Recalvi y Škoda España. Javier Pardo dentro del programa del equipo Rallycar Team se centrará en el S-CER luego de no lograr el presupuesto necesario para luchar por el campeonato de Europa. Pardo también se encargará de desarrollar el nuevo Suzuki Swift Rally5. Óscar Palomo participará por primera vez en el S-CER con el apoyo de Hyundai España a los mandos de un Hyundai i20 N Rally2 preparado por Sports&You. Gil Membrado con tan sólo quince años da el salto al S-CER con el apoyo de Red Bull. Otra de las jóvenes promesas de esta temporada es Diego Ruiloba que debutará al volante de un Citroën C3 Rally2 de Sports&You. La tercera marca presente esta temporada es Renault a través de Unai de la Dehesa que pilotará por primera vez un Renault Clio Rally4.
| Equipo                     | Automóvil                | Piloto                     | Copiloto               | Rondas            |
| Equipos oficiales          | Equipos oficiales        | Equipos oficiales          | Equipos oficiales      | Equipos oficiales |
| -------------------------- | ------------------------ | -------------------------- | ---------------------- | ----------------- |
| Hyundai Motor España       | Hyundai i20 N Rally2     | Pepe López                 | Borja Rozada           | 1                 |
| Hyundai Motor España       | Hyundai i20 N Rally2     | Iván Ares                  | José Antonio Pintor    | 1-4               |
| Hyundai Motor España       | Hyundai i20 N Rally2     | Surhayen Pernía            | Alba Sánchez           | 1, 3-4            |
| Hyundai Motor España       | Hyundai i20 N Rally2     | Óscar Palomo               | Marcelo Der Ohannesian | 1-4               |
| Hyundai Motor España       | Hyundai i20 N Rally2     | Francisco A. López Pacheco | Borja Odriozola        | 1, 3              |
| Hyundai Motor España       | Hyundai i20 N Rally2     | Jan Solans                 | Rodrigo Sanjuan        | 2-4               |
| Citroën Rally Team         | Citroën C3 Rally2        | Diego Ruiloba              | Ángel Luis Vela        | 1-4               |
| Renault España             | Renault Clio Rally4      | Unai de la Dehesa          | Alain Peña             | 1-2               |
| Renault España             | Renault Clio Rally4      | Unai de la Dehesa          | Daniel Sosa            | 4                 |
| Equipos privados           |                          |                            |                        |                   |
| Recalvi Team               | Škoda Fabia RS Rally2    | José Antonio Suárez        | Alberto Iglesias Pin   | 1-4               |
| Escudería Motor Terrassa   | Škoda Fabia RS Rally2    | Jan Solans                 | Rodrigo Sanjuan        | 1                 |
| Escudería Motor Terrassa   | Škoda Fabia R5           | Pablo Díez Negrete         | María Esther Gutiérrez | 1                 |
| Terra Training Motorsport  | Škoda Fabia R5           | Pablo Díez Negrete         | Andrés Blanco          | 4                 |
| Gamace MC Competición      | Škoda Fabia R5           | Juan Pablo Castro          | Juan José Leal         | 2                 |
| Alexander Villanueva       | Škoda Fabia Rally2 evo   | Alexander Villanueva       | José Murado            | 2                 |
| Team MRF Tyres             | Hyundai i20 N Rally2     | Javier Pardo               | Adrián Pérez           | 1-4               |
| Team MRF Tyres             | Škoda Fabia RS Rally2    | Efrén Llarena              | Sara Fernández         | 3                 |
| José Luis Peláez           | Škoda Fabia Rally2 evo   | José Luis Peláez           | Alberto Chamorro       | 4                 |
| José Luis Peláez           | Hyundai i20 N Rally2     | José Luis Peláez           | Alberto Chamorro       | 1-3               |
| Baporo Motorsport C.A.     | Hyundai i20 N Rally2     | Joan Vinyes                | Jordi Mercader         | 2                 |
| Baporo Motorsport C.A.     | Suzuki Swift Rally sport | Joan Vinyes                | Jordi Mercader         | 4                 |
| Daniel Alonso              | Citroën C3 Rally2        | Daniel Alonso              | Alejandro López        | 2                 |
| Sec. Esp. RACC Motor Sport | Ford Fiesta Rally4       | Gil Membrado               | Manel Muñoz            | 1-2, 4            |
| Sec. Esp. RACC Motor Sport | Peugeot 208 Rally4       | Sergi Pérez Benítez        | Lorena Romero          | 1-2, 4            |
| Álex Español Jove          | Peugeot 208 Rally4       | Álex Español Jove          | Axel Coronado          | 1-2, 4            |

## Clasificaciones

### Campeonato de pilotos
- Nota: no se incluye el rally de Madrid al no ser puntuable.

| Pos. | Piloto                     | SMO | LOR | CAN | OUR | PDA | LLA | CAT | NUC | POZ | Ptos. |
| ---- | -------------------------- | --- | --- | --- | --- | --- | --- | --- | --- | --- | ----- |
| 1.   | José Antonio Suárez        | 4   | 2   | 4   | 1   |     |     |     |     |     | 121   |
| 2.   | Iván Ares                  | 31  | 4   | 3   | 2   |     |     |     |     |     | 112   |
| 3.   | Jan Solans                 | 12  | 12  | 2   | 5   |     |     |     |     |     | 108   |
| 4.   | Javier Pardo               | 5   | 1   | Ret | 4   |     |     |     |     |     | 86    |
| 5.   | Diego Ruiloba              | 7   | 3   | Ret | 3   |     |     |     |     |     | 74    |
| 6.   | José Luis Peláez           | 8   | 13  | 8   | 7   |     |     |     |     |     | 64    |
| 7.   | Óscar Palomo               | 6   | 28  | Ret | 8   |     |     |     |     |     | 38    |
| 8.   | Efrén Llarena              |     |     | 1   |     |     |     |     |     |     | 37    |
| 9.   | Pepe López                 | 23  |     |     |     |     |     |     |     |     | 31    |
| 10.  | Sergi Pérez                | 9   | 16  |     | 13  |     |     |     |     |     | 30    |
| 11.  | Miguel Ángel Suárez        |     |     | 5   |     |     |     |     |     |     | 24    |
| 12.  | Álex Español               | 10  | Ret |     | 11  |     |     |     |     |     | 24    |
| 13.  | Pablo Díez Negrete         | 11  |     |     | 10  |     |     |     |     |     | 24    |
| 14.  | Alexander Villanueva       |     | 5   |     |     |     |     |     |     |     | 23    |
| 15.  | Daniel Alonso              |     | 6   |     |     |     |     |     |     |     | 21    |
| 16.  | Sergio Fuentes             |     |     | 6   |     |     |     |     |     |     | 21    |
| 17.  | Surhayen Pernía            | Ret |     | Ret | 6   |     |     |     |     |     | 21    |
| 18.  | Xavi Vidales               |     | 8   |     |     |     |     |     |     |     | 19    |
| 19.  | Raúl Quesada               |     |     | 7   |     |     |     |     |     |     | 19    |
| 20.  | Igor Bulantsev             |     | 10  |     |     |     |     |     |     |     | 17    |
| 21.  | Juan Carlos Quintana       |     | 11  |     |     |     |     |     |     |     | 15    |
| 22.  | Francisco A. López Pacheco | Ret |     | 9   |     |     |     |     |     |     | 15    |
| 23.  | Pedro Antunes              |     |     |     | 9   |     |     |     |     |     | 15    |
| 24.  | Gil Membrado               | 13  | 17  |     | Ret |     |     |     |     |     | 14    |
| 25.  | Giovanni Fariña            |     |     | 10  |     |     |     |     |     |     | 13    |
| 26.  | Santiago García Paz        | 21  | 20  |     | 12  |     |     |     |     |     | 12    |
| 27.  | Marc Comas                 | 31  | 18  | 15  |     |     |     |     |     |     | 11    |
| 28.  | Javier Cañada              |     |     | 11  |     |     |     |     |     |     | 11    |
| 29.  | Carlos Rodríguez González  | 12  |     |     |     |     |     |     |     |     | 9     |
| 30.  | Pedro David Pérez Sánchez  |     | 14  |     | Ret |     |     |     |     |     | 9     |
| 31.  | Fernando Cruz              |     |     | 12  |     |     |     |     |     |     | 9     |
| 32.  | Juan Pablo Castro          |     | 15  |     |     |     |     |     |     |     | 8     |
| 33.  | Nelson Climent             |     |     | 13  |     |     |     |     |     |     | 8     |
| 34.  | Miguel García Gutiérrez    | 14  |     |     |     |     |     |     |     |     | 7     |
| 35.  | Aníbal Machín              |     |     | 14  |     |     |     |     |     |     | 7     |
| 36.  | Manuel Fernández Estévez   |     |     |     | 14  |     |     |     |     |     | 7     |
| 37.  | Juan Carlos Fernández      | 15  |     |     |     |     |     |     |     |     | 6     |
| 38.  | Joosep Ralf Nõgene         |     |     |     | 15  |     |     |     |     |     | 6     |
| 39.  | Juan Manuel Maña           | 16  |     |     |     |     |     |     |     |     | 5     |
| 40.  | Juan Carlos de La Cruz     |     |     | 16  |     |     |     |     |     |     | 5     |
| 41.  | Alexander Semenov          | Ret | Ret |     | 16  |     |     |     |     |     | 5     |
| 42.  | Fran Cima                  | 17  |     |     |     |     |     |     |     |     | 4     |
| 43.  | Andrés Marieyhara          |     | 19  |     |     |     |     |     |     |     | 4     |
| 44.  | Noé Armas                  |     |     | 17  |     |     |     |     |     |     | 4     |
| 45.  | Adriá Serratosa            |     |     |     | 17  |     |     |     |     |     | 4     |
| 46.  | Alejandro Martín           | 18  |     |     |     |     |     |     |     |     | 3     |
| 47.  | Manuel Hernández           |     |     | 18  |     |     |     |     |     |     | 3     |
| 48.  | Alberto López Gómez        |     |     |     | 18  |     |     |     |     |     | 3     |
| 49.  | Sergio López               | 19  |     |     |     |     |     |     |     |     | 2     |
| 50.  | Daniel Villanueva          |     | 21  |     |     |     |     |     |     |     | 2     |
| 51.  | José Gregorio Bello        |     |     | 19  |     |     |     |     |     |     | 2     |
| 52.  | Eduardo Paz Vilarchao      |     |     |     | 19  |     |     |     |     |     | 2     |
| 53.  | Óscar Francisco Gil        | 20  |     |     |     |     |     |     |     |     | 1     |
| 54.  | Iván Arenas Pérez          |     | 22  |     |     |     |     |     |     |     | 1     |
| 55.  | Víctor José Valido         |     |     | 20  |     |     |     |     |     |     | 1     |
| 56.  | Javier Robledano           |     |     | 29  | 20  |     |     |     |     |     | 1     |